# Shiva samhita
La Shiva samhita, IAST: Śiva saṃhitā, est l'un des trois textes classiques du Haṭha Yoga. Les deux autres étant la Haṭha Yoga Pradīpikā et la Gheraṇḍa saṃhitā. Ce texte qui a été composé en sanskrit au XVIIe siècle, comporte 645 śloka (strophes) réparties sur cinq chapitres.